# Chilandrus chrysistes
Chilandrus chrysistes là một loài bướm đêm trong họ Crambidae.